# Nyayoïsme
Nyayoïsme (Nederlands: Voetstappen ["in iemands voetstappen treden"]) is een woord uit het Swahili dat tijdens het presidentschap van Daniel arap Moi (1978-2002) van Kenia werd gebruikt als overkoepelende term voor zijn politieke filosofie. Allereerst bedoelde hij ermee dat hij als president in de voetstappen wilde treden van zijn voorganger, president Jomo Kenyatta (1963-1978). Het benadrukte dus de continuïteit. Harambee, de politieke filosofie van Kenyatta, werd onderdeel van het Nyayoïsme. Het Nyayoïsme zou voortgekomen zijn uit het Afrikaans socialisme
, maar aangezien de conservatieve Moi een uitgesproken aanhanger was van het economisch liberalisme, en het Afrikaans socialisme sinds de onafhankelijkheid in 1963 eigenlijk geen echte rol van betekenis speelde in Kenia, is dat hoogst aanvechtbaar. Een belangrijke component van Nyayoïsme is de moraal, waarin vrede, liefde en eenheid een centrale rol innemen. Moi beriep zich op religie, in het bijzonder de christelijke godsdienst (nog specifieker: de Tien Geboden en het grote gebod (Matt. 22:39, als ethische wegwijzer voor het handelen van de burgers.. Door het Nyayoïsme als grondslag te nemen voor economisch handelen, zouden corruptie en uitbuiting achterwege moeten blijven, die zijn immers in strijd met vrede, liefde en eenheid.
Een groot verschil tussen het beleid van Kenyatta en Moi is dat de laatste meer nadruk legde op decentralisatie en van het centralistische beleid van z'n voorganger afstapte. Moi, zelf een oud-leraar, besteedde ook veel aandacht aan het verbeteren van het onderwijs en stimuleerde (Harambee)projecten voor de bouw van scholen.
Critici hebben er op gewezen dat de regering van Kenia vaak niet handelde in de geest van vrede, liefde en eenheid, de belangrijkste zuilen van het Nyayoïsme en dat er sprake was van corruptie, zelfverrijking en mensenrechtenschendingen, in ieder geval tot aan de instelling van de meerpartijendemocratie in 1992.

## Uitspraken
- Daniel Arap Moi: "Nyayo belichaamt, benadrukt en herformuleert hetgeen traditioneel en hardnekkig aanwezig is in het Afrikaans denken en wijze van leven."[13]